# Władcy Oettingen
Władcy Oettingen – władcy księstwa Oettingen ze stolicą w Oettingen in Bayern. Ród Oettingen panował od 1439 do 1731.
- 1439 – 1467 Wilhelm Oettingen
- 1467 – 1522 Wolfgang Oettingen
- 1522 – 1549 Karol Wolfgang Oettingen
- 1522 – 1557 Ludwik I Oettingen
- 1557 – 1569 Ludwik II Oettingen
- 1569 – 1622 Godfryd Oettingen
- 1622 – 1659 Joachim Ernest Oettingen
- 1659 – 1660 Ludwik III Oettingen
- 1660 – 1674 Albert Ernest I Oettingen
- 1683 – 1731 Albert Ernest II Oettingen

Ostatnim następcą tronu miał być Albert Ernest Oettingen (ur. 29 lipca 1689, zm. 30 lipca 1689), syn księcia Alberta Ernesta II i jego żony Zofii Heskiej. Żył jednak tylko jeden dzień, a jego ojciec nie doczekał się już później męskiego potomka, dlatego w testamencie ofiarował swoje księstwo Bawarii.